# Hontanas
Hontanas è un comune spagnolo di 69 abitanti situato nella comunità autonoma di Castiglia e León.